# Saccopteryx antioquensis
Saccopteryx antioquensis (Muñoz & Cuartas, 2001) è un pipistrello della famiglia degli Emballonuridi endemico della Colombia.

## Descrizione

### Dimensioni
Pipistrello di piccole dimensioni, con la lunghezza della testa e del corpo tra 40 e 44 mm, la lunghezza dell'avambraccio tra 36,2 e 38 mm, la lunghezza della coda tra 10 e 12 mm, la lunghezza del piede tra 7 e 8 mm, la lunghezza delle orecchie tra 11 e 13 mm e un peso fino a 5 g.

### Aspetto
La pelliccia è lunga, densa e lanosa. Le parti dorsali sono nerastre, marroni o bruno-fulve, senza alcuna striscia dorsale, mentre le parti ventrali sono più chiare con la base dei peli scura. Il muso è appuntito, con il labbro superiore che si estende leggermente oltre quello inferiore, le narici sono ravvicinate, si aprono frontalmente e sono separate da un solco verticale. Gli occhi sono relativamente grandi. Le orecchie sono corte, strette, ben separate tra loro, arrotondate, rivolte all'indietro e con una concavità sul bordo esterno appena sotto l'estremità arrotondata. Il trago è stretto, diritto, con l'estremità arrotondata e un piccolo lobo triangolare alla base posteriore. Le ali sono nerastre ed attaccate posteriormente alla base dei metatarsi. È presente una sacca ghiandolare tra l'avambraccio è il primo metacarpo con l'apertura anteriore, ben sviluppata nei maschi, più rudimentale nelle femmine. La coda è lunga e fuoriesce dall'uropatagio, il quale è ricoperto di peli nella parte iniziale, a circa metà della sua lunghezza. Il calcar è lungo.

## Biologia

### Comportamento
Gli unici esemplari conosciuti sono stati catturati su di una parete all'interno di una chiesa.

### Alimentazione
Si nutre di insetti.

## Distribuzione e habitat
Questa specie è conosciuta soltanto nel distretto di Antioquia, nella parte nord-orientale della Colombia.
Vive nelle foreste umide tropicali tra 650 e 1.200 metri di altitudine.

## Conservazione
La IUCN Red List, considerato che ci sono ancora poche informazioni circa il suo areale, lo stato della popolazione, le minacce e i requisiti ecologici, classifica S.antioquensis come specie con dati insufficienti (DD).